# Sülzetal bei Sülldorf
Das Sülzetal bei Sülldorf ist ein FFH-Gebiet in der Einheitsgemeinde Sülzetal im Landkreis Börde und der kreisfreien Stadt Magdeburg in Sachsen-Anhalt.

## Allgemeines
Das FFH-Gebiet ist circa 77 Hektar groß. Im Westen liegt das Naturschutzgebiet „Salzstellen bei Sülldorf“ innerhalb des FFH-Gebietes. Das Gebiet umfasst außerdem die Naturdenkmale „Salzpflanzenschongebiet“, „Pfingstwiese“, „Sülzetal Ost“ und „Sülzetal West“. Es ist durch die Landesverordnung zur Unterschutzstellung der Natura 2000-Gebiete im Land Sachsen-Anhalt (N2000-LVO LSA) seit dem 21. Dezember 2018 rechtlich gesichert. Zuständige untere Naturschutzbehörden sind der Landkreis Börde und die Stadt Magdeburg.

## Beschreibung
Das aus zwei Teilflächen bestehende FFH-Gebiet liegt südlich von Magdeburg in der Magdeburger Börde. Es umfasst Abschnitte von Sülze und Seerennengraben mit ihren Talräumen. Die Talräume sind von salzhaltigen Quellaustritten geprägt, die zur Ausbildung von Binnensalzstellen führen. Auf den aus Muschelkalk bestehenden Talhängen sind Trockenrasen zu finden.
An den Binnensalzstellen sind vegetationsfreie Salzschlickflächen zu finden, an die sich Queller-Fluren mit Europäischem Queller anschließen. Dazu gesellen sich Strandsode, Stielfrüchtige Salzmelde und Flügelsamige Schuppenmiere. Daran schließen sich mit abnehmendem Salzgehalt artenreiche Salzwiesen an. Hier siedeln Salzschuppenmiere, Salzschwaden, Salzbinse, Strandmilchkraut, Stranddreizack, Strandaster, Spießmelde, Salzhornklee, Strandwegerich und Erdbeerklee. Auf vernässten Standorten siedeln Röhrichte aus Strandsimse und Schilfrohr. Im Seerennengraben sind Wasserpflanzengesellschaften mit Kammlaichkraut, Sumpfteichfaden, Brunnenkresse, Blauem Wasserehrenpreis und Schmalblättrigem Merk ausgebildet.
Die Trockenrasen an den Talhängen sind eher artenarm ausgebildet. Hier siedeln Fiederzwenke, Furchenschwingel, Wiesenhafer, Feldmannstreu, Wiesensalbei, Kleiner Odermennig, Rauer Löwenzahn und Golddistel.
Die Salzstellen sind Lebensraum unter anderem verschiedener Laufkäfer, Libellen und Heuschrecken.
Das FFH-Gebiet ist größtenteils von landwirtschaftlichen Nutzflächen umgeben. Bei Sülldorf und Dodendorf grenzt es an die Wohnbebauung. Im Osten grenzt das FFH-Gebiet an die Bundesautobahn 14.